# حافظه انبوه

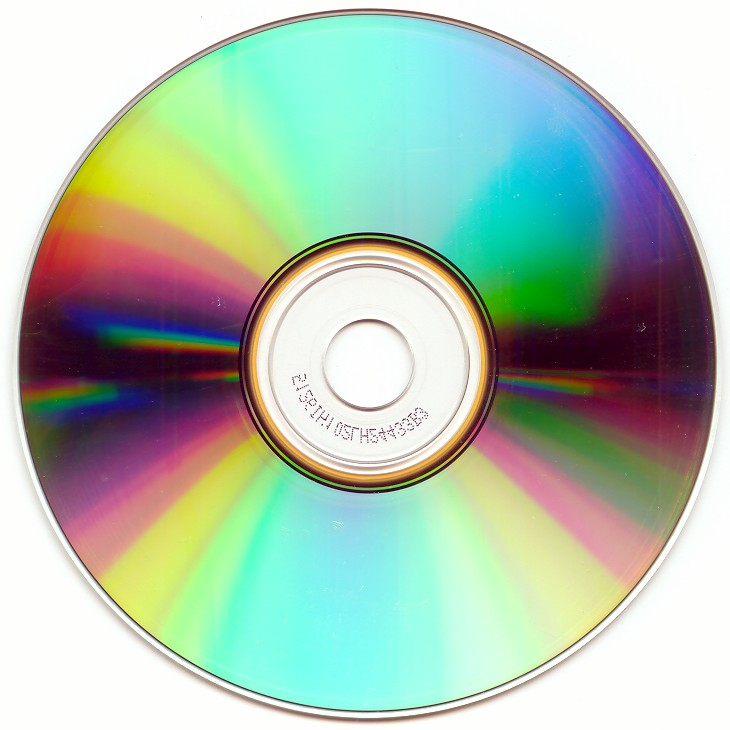
لوح نوری گونه‌ای از حافظه انبوه

حافظه انبوه (به انگلیسی: Mass storage) در دانش رایانش به سخت‌افزاری که قابلیت نگهداری و خواندن اندازه بسیاری داده را دارا باشد گویند.
از ابزار یا سامانه‌هایی که حافظه انبوه بشمار می‌روند می‌توان به دیسک سخت، نوار مغناطیسی، لوح نوری، آرایه چندگانه دیسک‌های مستقل و درایو حالت جامد اشاره نمود.